# Betty Webb
Artykuł ten został zgłoszony do umieszczenia na stronie głównej w rubryce „Czy wiesz”.
Pomóż nam go sprawdzić: oceń zgłoszoną nominację.
Charlotte Elizabeth „Betty” Webb de domo Vine–Stevens (ur. 13 maja 1923 w Richard's Castle zm. 31 marca 2025 w Wythall) – brytyjska kryptolożka pracująca w ośrodku w Bletchley Park, należąca do Pomocniczej Służby Terytorialnej (ang. Auxiliary Territorial Service, ATS). 

## Życiorys

### Młodość
Webb urodziła się 13 maja 1923 roku w Richard's Castle w hrabstwie Herefordshire. Imię otrzymała po matce, jednak częściej zwracano się do niej zdrobnieniem „Betty”. Wraz z bratem odbywała edukację w ramach nauczania domowego. Jej matka, z zawodu lingwistka uczyła ją m.in. języka niemieckiego. W 1937 roku Betty w ramach wymiany uczniowskiej spędziła trzy miesiące Niemczech.  

### II wojna światowa i praca w Bletchley Park
W momencie wybuchu II wojny światowej uczęszczała na zajęcia praktyczno-techniczne w Radbrook College w Shrewsbury, gdzie uczyła się gotować. Te jednak wydawały jej się nudne, więc w maju 1941 roku, w wieku 18 lat wstąpiła w szeregi Pomocniczej Służby Terytorialnej (ang. Auxiliary Territorial Service, ATS). Odbyła podstawowe szkolenie w koszarach Królewskich Strzelców Walijskich (ang. Royal Welch Fusiliers, od 2006 roku The Royal Welsh) w Wrexham. Po ukończeniu szkolenia została zaproszona do Londynu na rozmowę, w wyniku której została skierowana do Bletchley Park. Duży wpływ na przyjęcie Webb do brytyjskiego ośrodka kryptologicznego miał fakt, że była ona osobą dwujęzyczną; języka niemieckiego uczyła się od najmłodszych lat. 
Zaraz po dotarciu do Bletchley Park, Webb została przydzielona do sekcji F, w której pod kierownictwem majora Ralpha Testera katalogowała przechwycone przez Brytyjczyków, szyfrowane maszyną Lorenza niemieckie depesze przesyłane przez jednostki SS i Gestapo. W 1943 roku roku Webb została przeniesiona do należącego do sekcji F zespołu zajmującego się parafrazowaniem szyfrów japońskich, gdzie pracowała do maja 1945 roku. Następnie z tym samym zadaniem, została wysłana do Waszyngtonu, gdzie do września 1945 roku wspomagała swoim doświadczeniem amerykański wysiłek wojenny.  
W Bletchley Park, poza pracą opatrzoną klauzulą tajności pracownicy znajdowali również miejsce na rozrywki. Betty należała do towarzystwa gramofonowego, chóru, a także grywała w tenisa stołowego, badmintona i szachy.  

### Po wojnie
Po zakończeniu wojny, które wyznaczało również koniec kryptologicznej działalności Betty Webb, zatrudniła się ona jako sekretarka w college’u w Ludlow. Ułatwił jej to fakt, że dyrektor, który również pracował w Bletchley Park, rozpoznał ją. Później w strukturach brytyjskich sił rezerwowych zajmowała się rekrutacją.
Dopiero pod koniec lat 70. XX wieku działalność pracowników Bletchley Park zaczęła być stopniowo ujawniana (podpisana przez Webb klauzula tajności wygasła w 1975 roku, jednak ona sama nie czuła potrzeby chwalenia się swoimi dokonaniami). Przed przyjęciem do ośrodka kryptologicznego, każdy był zobowiązany podpisać zobowiązanie do zachowanie pełnej tajemnicy dotyczącej charakteru i efektów pracy w Bletchley Park. 
W 2015 roku Webb została odznaczona Orderem Imperium Brytyjskiego „za zasługi w upamiętnianiu i podkreślanie znaczenia pracy Bletchley Park”. W 2021 roku działalność Webb została uhonorowana przez francuski rząd, odznaczono ją Orderem Narodowym Legii Honorowej. 
Od 2020 roku Betty Webb była ambasadorką Operation Bletchley, formy gry miejskiej, w której zadania związane są z aktywnością Bletchley Park w okresie II wojny światowej. Wydarzenie to organizowane jest przez Army Benevolent Fund – organizację dobroczynną brytyjskiej armii. W 2023 roku Webb została zaproszona na koronację Karola III, gdzie zajmowała honorowe miejsce w pierwszym rzędzie. W tym samym roku w Bletchley Park obchodzono setne urodziny Betty Webb – uroczystość uświetniła defilada bombowców Avro Lancaster.
Betty Webb zmarła 31 marca 2025 roku w wieku 101 lat. 